# Olga Avigail Mieleszczuk
Olga Avigail Mieleszczuk (ur. jako Olga Mieleszczuk w Warszawie) – pieśniarka, akordeonistka i badaczka wschodnioeuropejskich tradycji muzycznych.

## Życiorys
Ma klasyczne wykształcenie muzyczne – jest absolwentką Uniwersytetu Muzycznego Fryderyka Chopina w Warszawie. Ukończyła także antropologię kulturową w Instytucie Stosowanych Nauk Społecznych Uniwersytetu Warszawskiego. W 2012 roku przeszła na judaizm i przyjęła drugie imię Avigail. Przeprowadziła się następnie do Jerozolimy. 
Jest inicjatorką wielu projektów promujących wielokulturowość, w których biorą artyści z Polski i Izraela. Sama specjalizując się w muzyce żydowskiej tradycji aszkenazyjskiej działa na rzecz odnowienia muzyki i kultury jidysz wśród Żydów. Współdziała z organizacjami promującymi kulturę żydowską w Polsce i Izraelu. Od samego początku swojej twórczości koncentruje się na muzyce żydowskiej zwłaszcza z pogranicza Polski (Galicja, Polesie). 
Studiowała muzykę chasydzką, ludowe pieśni jidysz, wielojęzyczne pieśni żydowskie. Brała udział w dwuletnim seminarium dla pieśni jidysz w Teatrze Jidysz w Warszawie. Studiuje jidysz w Yung Yiddish Center w Tel Awiwie. Olga studiuje także tradycyjne techniki śpiewu słowiańskiej muzyki (takie jak ukraiński „biały głos”). Jej dokonania artystyczne budzą zainteresowanie nie tylko w środowiskach żydowskich, ale także wśród odbiorców z innych kręgów kulturowych. 
Występowała m.in. w Lincoln Center w Nowym Jorku, Jewish Museum w Oslo, Eden-Tamir Music Center w Jerozolimie, na warszawskim Festiwalu Singera, na Chutzpahl Festival w Vancouver, Jewish Music Festival w Berkeley w Kalifornii, Festival Piyut w Jerozolimie, Ashkenaz Festival w Toronto.

## Projekty artystyczne[5]
- 2013 – „Pieśni Żydowskiego Polesia” spektakl zrealizowany z grupą zaprzyjaźnionych muzyków, uwieczniony na debiutanckiej płycie pod tym samym tytułem. Obraz zaginionego świata pogranicza językowego i kulturowego. Został oparty na repertuarze żydowskiej piosenkarki ludowej z lat 30. XX wieku – Mariam Nirenberg pochodzącej z Czarnowczyc koło Kobrynia[4]. Prapremiera odbyła się w Lincoln Center w Nowym Jorku, a następnie program zaprezentowany był na festiwalach muzyki żydowskiej na całym świecie (Stany Zjednoczone, Kanada, Izrael, Polska)[1].
- 2015 – „Li-La-Lo” – program zrealizowany na motywach żydowskiej muzyki miejskiej z okresu międzywojennego, nazwą nawiązujący do muzycznego kabaretu powstałego w Tel Awiwie w 1944 roku, którego artyści wyemigrowali do Palestyny z Warszawy. Na płycie wykonane są popularne tanga i piosenki popularne w Warszawie i Jerozolimie w latach 40. XX wieku[2].
- 2017 – „Yiddish Tango” – program, do którego artystka zaprosiła mistrzów interpretacji tanga w Polsce – zespół Tango Attack (Grzegorz Bożewicz: bandoneon i akordeon; Piotr Malicki: gitary akustyczne i elektryczne; Hadrian Filip Tabęcki: aranżacje fortepianu i muzyki). Rezultatem tej współpracy stały się nowe aranżacje przedwojennych tang odwołujące się do tradycji – ale już w bardziej nowoczesnej formule. Stworzono również wersję popularnych tang w jidysz. Program był szeroko prezentowany zarówno w Izraelu, jak i w Polsce[6].

## Płyty
- „Jewish Songs from Polesye” (2013)
- „Li-La-Lo” (2015)
- „Yiddish Tango Live in Jerusalem” (2017)